# Rodnei
Rodnei Francisco de Lima (São Paulo, 11 september 1985) is een Braziliaans voetballer die als verdediger speelt onder de voetbalnaam Rodnei.

## Clubcarrière
Na periodes in Litouwen en Polen kwam Rodnei in 2008 in de Bundesliga bij Hertha BSC. Bij 1. FC Kaiserslautern maakte hij op huurbasis indruk en die club legde hem in 2010 definitief vast. Sinds 2012 speelt hij in Oostenrijk voor Red Bull Salzburg. In januari 2015 werd hij verhuurd aan RB Leipzig. In juli 2015 werd bekend dat Rodnei zou vertrekken naar 1860 München. Daar werd zijn contract in februari 2017 ontbonden.

## Erelijst
1. FC Kaiserslautern
- 2. Bundesliga

2010
 Red Bull Salzburg
- Bundesliga

2014